# TOPIO
TOPIO es un robot humanoide creado por TOSY Robotics, una firma radicada en Vietnam. Su nombre deriva de "TOSY Ping Pong Playing Robot", ya que fue diseñado para jugar tenis de mesa contra un ser humano. Se presentó una versión funcional al público en julio de 2007, pero no fue hasta el 28 de noviembre del mismo año en que se presentó una versión modificada en la International Robot Exhibition (IREX) de Tokio.
Existen tres versiones del robot, cada una más sofisticada que la anterior. La altura del modelo actual es de aproximadamente 1,88 m, con un peso de 120 kg. En total cuenta con 39 grados de libertad. Las versiones 2.0 y 3.0 emplean servo motores eléctricos, mientras que la versión original se movía mediante un sistema hidráulico. La versión 2.0 fue presentada en la Feria Internacional del Juguete de Núremberg de 2009, mientras que la 3.0 volvió a ser presentada en el IREX.

## Galería de imágenes
|           |
| TOPIO 1.0 |

|           |
| TOPIO 2.0 |

|           |
| TOPIO 3.0 |